# ژانگ شون
ژانگ شون (چینی: 張群); زادهٔ ۹ مه ۱۸۸۹ – درگذشتهٔ ۱۴ دسامبر ۱۹۹۰) یک سیاست‌مدار اهل جمهوری چین که از ۲۳ آوریل ۱۹۴۷ تا ۲۸ مه ۱۹۴۸ نخست وزیر جمهوری چین بود.
ژانگ شون در ۱۴ دسامبر ۱۹۹۰ در سن ۱۰۱ سالگی درگذشت.